# Honvédelmi kormány (Görögország)
A honvédelmi kormány (vagy ideiglenes kormány) az első világháború idején a hivatalos görög kormánnyal szembeszegülő ellenkormány volt, Venizélosz görög politikus vezetésével.

## Története
Miután az első világháborúban a Balkáni helyzet egyre forrósodott, és az 1914-es sikertelen osztrák–magyar támadások után az összehangolt német, osztrák–magyar és bolgár koncentrált támadás elsöpörte a szerb haderőt, a közeli görög kormány sem hagyhatta teljesen figyelmen kívül a helyzetet. Ekkor a görög trónon I. Konstantin állt. A király viszont nem nyújtott sok reményt a „radikálisoknak”, ugyanis esze ágában sem volt, ha lehető, háborúba lépni az antant oldalán, amiben az az állapot is közrejátszott, hogy a király német családból származott. Felesége, Zsófia porosz királyi hercegnő II. Vilmos német császár unokahúga volt, így fatális hiba lett volna az ekkor még roppant erővel bíró központi hatalmak ellen a háborút deklarálni. Ezt 1916-ra megelégelte az Antant és a Venizélosz volt görög miniszterelnök vezette ellenzék, ezért a görög ellenzékiek kikiáltották a görög ideiglenes honvédelmi kormányt. Kikiáltása után nem sokkal már a honvédelmi kormányt támogatta a haditengerészet nagy része és a Szalonikiben állomásozó görög katonaság támogatásával, Kréta szigetére költözött 100, őt támogató tisztel. Ennek ellenére mivel a hadsereg nagy része a hivatalos görög kormánynak engedelmeskedett, az antantbarát görög hadsereget is megkezdték szervezni.
A honvédelmi kormány kikiáltása után, Venizélosz 1916. november 25-én deklarálta a háborút a Német Császárság és Bulgária ellen. De mivel a görög hadsereg nagyobb része a királynak vallott hűséget, ez még nem vezetett hadiállapothoz, sőt Athén utcáin még a kormányhű és a honvédelmi kormány mellett álló katonák között még összecsapásra is került sor, ami végül a királyhű egység lefegyverzésével végződött. A csetepaté után, viszont az antantpárti görög „állam” katonái ostromgyűrűbe zárták Athént. A honvédelmi kormány ennek ellenére nehézségekkel küszködött. Nem tudtak sok katonát toborozni, mert Krétán kívül, csak az erősen török ellenes hangulatú Égei-tengeri szigetek jelentettek erős bázist. A kormány helyzetét az is nehezítette, hogy az antantól nem kapott egységes támogatást. Bár a Venizélosz kormány hadat üzent Németországnak, Németország is az athéni kormányt ismerte el, így nem tekintették magukat hadban álló félként Görögországgal szemben. A válság végül csak 1917-ben oldódott meg. Az antant hatalmaknak, a Balkánon 1917-re jobban szükségük volt Görögországra, mint valaha, így ultimátumot küldtek a királynak, hogy mondjon le. A király végül nagy nyomásra le is mondott fia, Sándor javára, aki belépett a háborúba. A királyváltás után kinevezték Venizéloszt görög miniszterelnökké, immár másodszorra életében.

## Tagjai
- Elefthériosz Venizélosz – miniszterelnök
- Panagiótisz Danglísz – hadügyminiszter
- Pavlosz Kunturiotisz – a haditengerészet vezetője
- Emmanuel Zimvrakakisz – vezérkari főnök
- Temisztoklisz Szofulisz – belügyminiszter
- Nikolaosz Politisz – külügyminiszter
- Miltiadisz Negrepontisz – pénzügyminiszter
- Thalisz Kutupisz – gazdaságügyi miniszter
- Dimitriosz Dinga – igazságügy miniszter
- Georgiosz Averof – oktatásügyi miniszter
- Alexandrosz Kasszavetisz – közlekedésügyi miniszter
- Leonidasz Embeirikosz – szociális és Munkaügyi miniszter
- Szpiridon Szimosz – menekültügyi miniszter
- Andreasz Mihalakopulosz – újratelepítési miniszter

## Utóélete
A háborúban a görög csapatok bátran harcoltak, a Balkán elleni összpontosított antant támadásban sikeresen legyőzték a bolgár csapatokat az angol–francia egységekkel együtt. A béke aláírásakor, mivel győztes félként segítette az antant erőket, megkapta Görögország Bulgáriától Szalonikit, Törökországtól pedig Kelet-Thrákiát és Szmirna környékét. Miután Sándor király meghalt, a görögök népszavazás alapján visszahívták I. Konstantint, akit viszont 1922-ben, mivel a Törökországgal újra hadban álló ország hadseregét megsemmisítették a török erők, újból (véglegesen) lemondattak.

## Lásd még
- Első világháború
- Görögország az első világháborúban

## Külső hivatkozások
- A kormány tagjai (fénykép)